# Света Сколастика
Света Сколастика (Scholastica; * 480, Нурсия; † 10 февруари 547 или 542, Вила Санта Лучия при Монте Касино) е сестра, вероятно близначка, на Свети Бенедикт Нурсийски.

## Биография
Тя е спомената във Vita des hl. Benedikt във втората книга „Диалози“ от Григорий Велики от 593/594 г.
Още от млади години живее в Субиако‎ близо до брат си като вярваща (sanctimonialis femina). През 530 г. тя последва брат си и влиза в един манастир в Монте Касино, откъдето посещава брат си всяка година в един чифлик до неговия манастир и двамата прекарват деня в молитиви и разговори за Господ.
Когато умира брат ѝ я вижда като бял гълъб да се издига към небето. Той докарва трупа ѝ я погребва в предназначения за него гроб в своя манастир.
Реликвите на Св. Сколастика се намират под главния олтар на базиликата в Монте Касино.
Тя е Светиня и се чества на 10 февруари.